# Proteus (programa de computador)

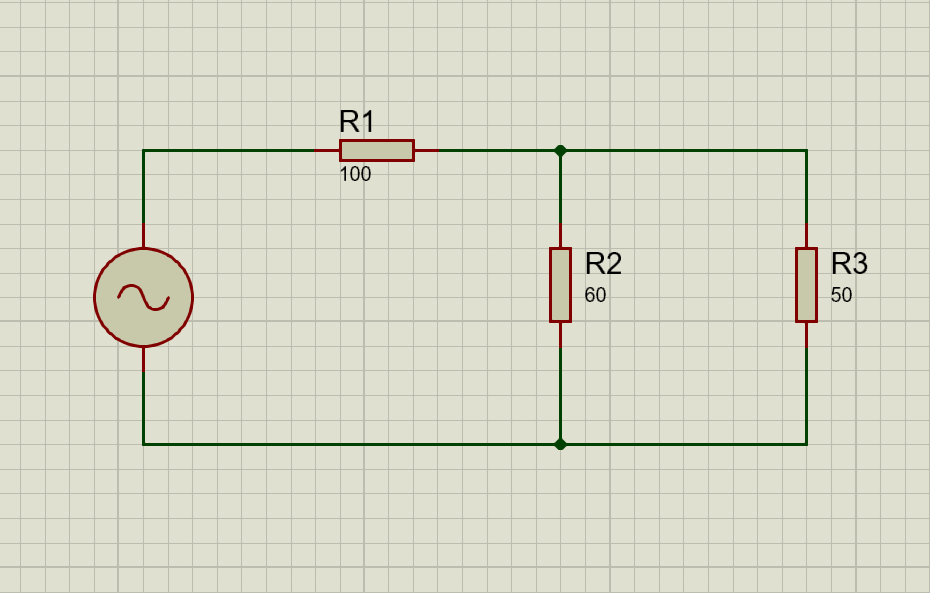
Imagem ilustrativa

Proteus Design Suite é um software para criação de projetos eletrônicos, composto por uma suíte de ferramentas, incluindo captura esquemática, simulação e módulos de projetos de placas de circuito impresso (PCB, na sigla em inglês), usadas principalmente para o projeto de circuitos integrados. O software é usado principalmente por engenheiros de projeto eletrônico e técnicos para criar esquemáticos e impressões eletrônicas para a manufatura de PCBs.
É desenvolvido em Yorkshire, Inglaterra, pela empresa Labcenter Electronics Ltd, estando disponível em inglês, francês, espanhol e chinês.

## História
A primeira versão do que hoje é o Proteus Design Suite foi chamada de PC-B, escrito pelo presidente da empresa, John Jameson, para o DOS, em 1988
. O suporte à captura esquemática surgiu em 1990, sendo portado para o ambiente Windows logo depois. A simulação SPICE de modo misto foi integrada pela primeira vez no Proteus em 1996, e a simulação de microcontroladores chegou em 1998. O autorroteamento baseado em forma foi adicionado em 2002, e em 2006 houve outra grande atualização do produto, com a visualização em 3D de placas. Mais recentemente, um IDE dedicado para simulação foi adicionado, em 2011, e a importação/exportação MCAD foi incluída em 2015. Suporte para projeto de alta velocidade foi adicionado em 2017. As versões de produto para adição de recursos são tipicamente bianuais, enquanto as versões para manutenção, os chamados "service packs", são lançados conforme necessário.

## Módulos de produtos
O Proteus Design Suite é um aplicativo do Windows para captura esquemática, simulação, e design de layout de PCBs. Pode ser comprado em muitas configurações, dependendo do tamanho dos projetos que estão sendo produzidos e dos requisitos para a simulação do microcontrolador. Todos os produtos de projeto de PCB incluem um autorroteador e capacidades básicas de simulação SPICE em modo misto.

### Captura esquemática
A captura esquemática no Proteus Design Suite é usada tanto para a simulação de projetos como para a fase de projeto de um projeto de layout de PCB. É, portanto, um componente central e está incluído em todas as configurações do produto.

### Simulação de microcontroladores
A simulação de microcontroladores no Proteus funciona por meio da aplicação de um arquivo hexadecimal ou um arquivo de depuração na parte do microcontrolador no esquemático. Ele é então co-simulado juntamente com qualquer componente eletrônico analógico e digital conectados a ele. Isso permite seu uso em um amplo espectro de prototipagem de projeto, em áreas como controle de motor, controle de temperatura e projeto de interface do usuário. Ele também é usado na comunidade amadora em geral e, já que nenhum hardware é necessário, é conveniente para o uso como uma ferramenta de treinamento ou de ensino. As co-simulações são suportadas para:
- Microcontroladores Microchip Technologies: PIC10, PIC12, PIC16, PIC18, PIC24 e dsPIC33.
- Microcontroladores Atmel: AVR (e Arduino), 8051 e ARM Cortex-M3.
- Microcontroladores NXP: 8051, ARM7, ARM Cortex-M0 e ARM Cortex-M3.
- Microcontroladores Texas Instruments: MSP430, PICCOLO DSP e ARM Cortex-M3.
- Microcontroladores Parallax: Basic Stamp, Freescale HC11 e 8086.

### Projeto de PCB
O módulo de projeto de PCB recebe automaticamente as informações sobre conectividade do módulo de captura esquemática na forma de uma netlist. Aplica-se esta informação, juntamente com as regras de projeto especificadas pelo usuário e várias ferramentas de automação de design, para ajudar com o projeto livre de erros da placa. Projetos de PCBs de até 16 camadas de cobre podem ser produzidos, com o tamanho do desenho limitado pela configuração do produto.

### Verificação 3D
O módulo de visualização 3D permite que a placa em desenvolvimento seja vista em 3D, juntamente com um plano de altura semi-transparente que representa o gabinete da placa. O formato de saída STEP pode então ser usado para transferir para o software CAD mecânico, tal como SolidWorks ou Autodesk para montagem e posicionamento preciso da placa.